# Sri-lankische Cricket-Nationalmannschaft in Australien in der Saison 2010/11
Die Tour der sri-lankischen Cricket-Nationalmannschaft nach Australien in der Saison 2010/11 fand vom 31. Oktober bis zum 7. November 2010 statt. Die internationale Cricket-Tour war Bestandteil der Internationalen Cricket-Saison 2010/11 und umfasste drei ODIs und ein Twenty20. Sri Lanka gewann die ODI-Serie 2–1 und die Twenty20-Serie 1–0.

## Vorgeschichte
Australien bestritt zuvor eine Tour in Indien, für Sri Lanka war es die erste Tour der Saison. Das letzte Aufeinandertreffen der beiden Mannschaften bei einer Tour fand in der Saison 2008/09 in Indien statt.

## Stadien
Die folgenden Stadien wurden als Austragungsorte festgelegt und am 5. Februar 2010 bekanntgegeben.
| Stadion                  | Stadt     | Kapazität | Spiele |
| ------------------------ | --------- | --------- | ------ |
| The Gabba                | Brisbane  | 42.000    | 3. ODI |
| Melbourne Cricket Ground | Melbourne | 100.024   | 1. ODI |
| WACA Ground              | Perth     | 20.000    | 1. T20 |
| Sydney Cricket Ground    | Sydney    | 48.000    | 2. ODI |

## Kaderlisten
Sri Lanka benannte seinen Kader am 2. Oktober 2010.
Australien benannte seinen Kader am 25. Oktober 2010.
| ODI | ODI | Twenty20 | Twenty20 |
| Australien | Sri Lanka | Australien | Sri Lanka |
| --- | --- | --- | --- |
| - Ricky Ponting (K) - Michael Clarke (VK) - Xavier Doherty - Callum Ferguson - Brad Haddin (wk) - John Hastings - Nathan Hauritz - Michael Hussey - Mitchell Johnson - Shaun Marsh - Clint McKay - Peter Siddle - Steve Smith - Mitchell Starc - Shane Watson - Cameron White | - Kumar Sangakarra (K & wk) - Mahela Jaywardene (VK) - Dinesh Chandimal (wk) - Tillakaratne Dilshan - Dilhara Fernando - Suraj Randiv - Chamara Kapugedera - Nuwan Kulasekara - Lasith Malinga - Angelo Mathews - Jeevan Mendis - Muttiah Muralitharan - Thisara Perera - Dhammika Prasad - Chamara Silva - Upul Tharanga | - Michael Clarke (K) - Cameron White (VK) - Brad Haddin (wk) - John Hastings - David Hussey - Clint McKay - Dirk Nannes - Steve O’Keefe - Peter Siddle - Steve Smith - David Warner - Shane Watson | - Kumar Sangakarra (K & wk) - Mahela Jaywardene (VK) - Dinesh Chandimal (wk) - Tillakaratne Dilshan - Dilhara Fernando - Suraj Randiv - Chamara Kapugedera - Nuwan Kulasekara - Lasith Malinga - Angelo Mathews - Jeevan Mendis - Muttiah Muralitharan - Thisara Perera - Dhammika Prasad - Chamara Silva - Upul Tharanga |

## Twenty20 International in Perth
| 31. Oktober Scorecard | Perth | Australien 133-8 (20)           | – | Sri Lanka 135-3 (16.3) |
|                       |       | Sri Lanka gewinnt mit 7 Wickets |   |                        |

## One-Day Internationals

### Erstes ODI in Melbourne
| 3. November Scorecard | Melbourne | Australien 239-8 (50)          | – | Sri Lanka 243-9 (44.2) |
|                       |           | Sri Lanka gewinnt mit 1 Wicket |   |                        |

### Zweites ODI in Sydney
| 5. November Scorecard | Sydney | Sri Lanka 213-3 (41.1/41.1)                | – | Australien 210 (37.4/38) |
|                       |        | Sri Lanka gewinnt mit 29 Runs (D/L method) |   |                          |

Dieser Sieg führte zum ersten Serien-Gewinn Sri Lankas in Australien.

### Drittes ODI in Brisbane
| 7. November Scorecard | Brisbane | Sri Lanka 115 (32)               | – | Australien 119-2 (21.4) |
|                       |          | Australien gewinnt mit 8 Wickets |   |                         |

## Statistiken
Die folgenden Cricketstatistiken wurden bei dieser Tour erzielt.
| ODIs             | ODIs       | ODIs    | ODIs    | ODIs    | ODIs    | ODIs    | ODIs    | ODIs    |
| Batting          | Batting    | Batting | Batting | Batting | Batting | Batting | Batting | Batting |
| Spieler          | Mannschaft | Spiele  | Innings | Runs    | Average | HS      | 100s    | 50s     |
| ---------------- | ---------- | ------- | ------- | ------- | ------- | ------- | ------- | ------- |
| Upul Tharanga    | Sri Lanka  | 3       | 3       | 117     | 58,50   | 86*     | 0       | 1       |
| Angelo Mathews   | Sri Lanka  | 3       | 3       | 103     | 103,00  | 77*     | 0       | 1       |
| Michael Clarke   | Australien | 3       | 3       | 102     | 51,00   | 50*     | 0       | 1       |
| Kumar Sangakkara | Sri Lanka  | 3       | 3       | 94      | 31,33   | 49      | 0       | 0       |
| Michael Hussey   | Australien | 3       | 3       | 92      | 92,00   | 71*     | 0       | 1       |
| Bowling          |            |         |         |         |         |         |         |         |
| Spieler          | Mannschaft | Spiele  | Overs   | Wickets | Average | BBI     | 5W      | 10W     |
| Thisara Perera   | Sri Lanka  | 3       | 20.4    | 7       | 14,85   | 5/46    | 1       | 0       |
| Clint McKay      | Australien | 2       | 17      | 5       | 15,00   | 5/33    | 1       | 0       |
| Mitchell Starc   | Australien | 1       | 9       | 4       | 6,75    | 4/27    | 0       | 0       |
| Xavier Doherty   | Australien | 2       | 14      | 4       | 15,75   | 4/46    | 0       | 0       |
| Shane Watson     | Australien | 3       | 19.2    | 3       | 28,00   | 2/34    | 0       | 0       |
| Suraj Randiv     | Sri Lanka  | 3       | 18      | 3       | 33,00   | 2/53    | 0       | 0       |
| Nuwan Kulasekara | Sri Lanka  | 2       | 18      | 3       | 36,00   | 2/48    | 0       | 0       |

| Twenty20             | Twenty20   | Twenty20 | Twenty20 | Twenty20 | Twenty20 | Twenty20 | Twenty20 | Twenty20 |
| Batting              | Batting    | Batting  | Batting  | Batting  | Batting  | Batting  | Batting  | Batting  |
| Spieler              | Mannschaft | Spiele   | Innings  | Runs     | Average  | HS       | 100s     | 50s      |
| -------------------- | ---------- | -------- | -------- | -------- | -------- | -------- | -------- | -------- |
| Kumar Sangakkara     | Sri Lanka  | 1        | 1        | 44       |          | 44*      | 0        | 0        |
| Tillakaratne Dilshan | Sri Lanka  | 1        | 1        | 41       | 41,00    | 41       | 0        | 0        |
| Brad Haddin          | Australien | 1        | 1        | 35       | 35,00    | 35       | 0        | 0        |
| Steven Smith         | Australien | 1        | 1        | 34       | 34,00    | 34       | 0        | 0        |
| Mahela Jayawardene   | Sri Lanka  | 1        | 1        | 24       | 24,00    | 24       | 0        | 0        |
| Bowling              |            |          |          |          |          |          |          |          |
| Spieler              | Mannschaft | Spiele   | Overs    | Wickets  | Average  | BBI      | 5W       | 10W      |
| Suraj Randiv         | Sri Lanka  | 1        | 4        | 3        | 8,33     | 3/25     | 0        | 0        |
| Thisara Perera       | Sri Lanka  | 1        | 4        | 2        | 11,00    | 2/22     | 0        | 0        |
| Lasith Malinga       | Sri Lanka  | 1        | 4        | 1        | 26,00    | 1/26     | 0        | 0        |
| Dirk Nannes          | Australien | 1        | 3        | 1        | 28,00    | 1/28     | 0        | 0        |
| Dilhara Fernando     | Sri Lanka  | 1        | 4        | 1        | 29,00    | 1/29     | 0        | 0        |
| Steven Smith         | Australien | 1        | 2.3      | 1        | 33,00    | 1/33     | 0        | 0        |
| Peter Siddle         | Australien | 1        | 4        | 1        | 34,00    | 1/34     | 0        | 0        |

## Player of the Series
Als Player of the Series wurden die folgenden Spieler ausgezeichnet.
| Serie | Player of the Series |
| ----- | -------------------- |
| ODI   | Lasith Malinga       |

### Player of the Match
Als Player of the Match wurden die folgenden Spieler ausgezeichnet.
| Spiel  | Player of the Match |
| ------ | ------------------- |
| 1. T20 | Suraj Randiv        |
| 1. ODI | Angelo Mathews      |
| 2. ODI | Upul Tharanga       |
| 3. ODI | Clint McKay         |